# Mistrzostwa Świata w biegu na 100 km 2004
18. Mistrzostwa Świata w biegu na 100 km – zawody lekkoatletyczne, które odbyły się 11 września 2004 w Winschoten (Holandia).

## Medaliści
|                         | 1. miejsce                                                            | Rezultat | 2. miejsce                                                                 | Rezultat | 3. miejsce                                                       | Rezultat |
| Mężczyźni indywidualnie | Mario Ardemagni                                                       | 6:18:24  | Jarosław Janicki                                                           | 6:26:21  | Oleg Kharitonov                                                  | 6:32:56  |
| Mężczyźni drużynowo     | Włochy 1. Mario Ardemagni · 2. Stefano Sartori · 3. Lorenzo Trincheri | 20:06:38 | Japonia 1. Yoshiaki Kobayashi · 2. Yasunori Yamamoto · 3. Manabu Mizobuchi | 20:59:32 | Belgia 1. Marc Papanikitas · 2. Ivan Hostens · 3. Lucien Taelman | 21:31:55 |
| Kobiety indywidualnie   | Tatyana Zhirkova                                                      | 7:10:32  | Marina Bychkova                                                            | 7:26:37  | Monica Casiraghi                                                 | 7:29:20  |
| Kobiety drużynowo       | Rosja 1. Tatyana Zhirkova · 2. Marina Bychkova · 3. Nadezhda Karaseva | 23:09:59 | Włochy 1. Monica Casiraghi · 2. Paola Sanna · 3. Giovanna Cavalli          | 23:28:34 | Japonia 1. Akiko Sekiya · 2. Kazuho Izutsu · 3. Yoko Yamazawa    | 23:37:45 |

## Reprezentacja Polski

### Mężczyźni
| Miejsce | Zawodnik         | Klub                   | Rezultat |
| 2.      | Jarosław Janicki | MKS Hermes Gryfino     | 6:26:21  |
| 5.      | Piotr Sękowski   | MKS Durasan Płońsk     | 6:37:20  |
| 57.     | Roman Elwart     | LKS Ziemi Puckiej Puck | 8:16:16  |